# Гусевская ТЭЦ
Гусевская ТЭЦ — теплоэлектроцентраль в городе Гусев Калининградской области.
Входит в состав ОАО «Калининградская генерирующая компания».

## История и деятельность
Электростанция построена в довоенный период — с 1934 по 1939 годы — на территории Восточной Пруссии, в городе Гумбиннен и находилась в работе до 1945 года. В соответствии с распоряжением Правительства СССР от 25 мая 1946 года преобразована и называлась Гумбинненская ГРЭС № 5, входила в состав «Кенигсбергэнерго».
Восстановление ТЭЦ происходило до 1955 года, когда в эксплуатацию была введена её первая очередь, состоящая из паровых котлов среднего давления с естественной циркуляцией паропроизводительностью 35 т/ч каждый фирм «Бабкок-Вилькокс» (Babcock International) и «Шихау-Эльбинг» (нем.) и турбогенератора фирмы «Браш-Юнгстрем» (англ., Англия) мощностью 15 МВт с радиальной паровой турбиной. 28 марта 1955 года станция взяла промышленную нагрузку. В 1957 году была введена в эксплуатацию вторая очередь станции.
Изначально ТЭЦ работала на мазуте. В 2011 году решением генерального директора ОАО «Янтарьэнерго» Михаила Цикеля была создана рабочая группа по переводу теплоэлектроцентрали на природный газ, что было выполнено в кратчайшие сроки, точно по графику подключив три действующих котлоагрегата к системе газоснабжения. На территории ТЭЦ был смонтирован газопровод с необходимым оборудованием, на самих котлах установлены средства современной автоматики.
С началом отопительного сезона 2011—2012 годов Гусевская ТЭЦ полностью перешла с дорогостоящего мазута на экономически более выгодное «голубое топливо». Мазут остался для ТЭЦ в качестве резервного топлива.
Летом 2012 года в Гусеве прошел ураган, после которого дымовая труба ТЭЦ отклонилась от вертикали. В целях безопасности геодезисты рекомендовали укоротить трубу на 10 метров, чтобы сохранить её устойчивость. Сейчас её высота составляет 62 метра.
По состоянию на 2014 год на Гусевской ТЭЦ установлено три паровых котлоагрегата среднего давления, производительностью 190 т/ч и два турбогенератора общей электрической мощностью 15,5 МВт. На станции осуществляется комбинированный отпуск тепловой и электрической энергии. Общая тепловая нагрузка станции 118 Гкал/ч. По состоянию на 2022 год в работе остался один турбоагрегат мощностью 8,5 МВт, при продолжающих функционировать трех котлоагрегатах.